# JP Batista
João Paulo Batista, mais conhecido como JP Batista (Olinda, 29 de outubro de 1981), é um jogador de basquetebol brasileiro que joga pelo Flamengo.
Com a Seleção Brasileira, foi campeão da Copa América de Basquetebol de 2009 e também medalha de ouro nos Jogos Pan-Americanos de 2007.
Com o Flamengo em 2021 em foi campeão intercontinental de Baskete.